# 莫拉桑 (普羅格雷索省)
莫拉桑（西班牙語：Morazán）是危地馬拉的城鎮，位於該國東部，由普羅格雷索省負責管轄，始建於1887年12月15日，面積329平方公里，海拔高度350米，2010年人口11,747，人口密度每平方公里35人。它位于瓜地馬拉市东北102千米、瓜斯塔托亞西北31千米处。国道17在莫拉桑以南数千米处通过。
莫拉桑位于北边的拉斯米納斯山脈和南边的莫塔瓜河河谷之间。大多数居民住在小村里，中心城镇的居民数为约2000到2500人。
周边的城镇有北部的聖赫羅尼莫、东部的聖阿古斯丁阿卡薩瓜斯特蘭、南部的瓜斯塔托亞和薩納拉特和西部下維拉帕斯省的薩拉馬。
过去莫拉桑使用原住民名字Tocoy Tzima，意思是“黑胡蜂”。1887年该地以中美洲政治家弗朗西斯科·莫拉桑改名。到1934年为止它属于下維拉帕斯省。